# Барбариго, Марко
Марко Барба́риго (Венеция, 1413 — Венеция, 14 августа 1486) — 73-й венецианский дож, избранный в 1485 году, из знатного венецианского рода Барбариго.

## Биография
Марко Барбариго был сыном Кассандры Морозини и Франческо Барбариго, который, кстати, был прокуратором Сан-Марко и умер в 1448 году.. Мало что известно о жизни Марко, однако достоверно то, что у него было три брата, среди них Агостино Барбариго, ставший дожем сразу же после смерти брата. Марко женился на Лючии Руццини, которая родила ему девятерых детей. Родившись в богатой семье, ему удалось сделать карьеру в венецианском правительстве.

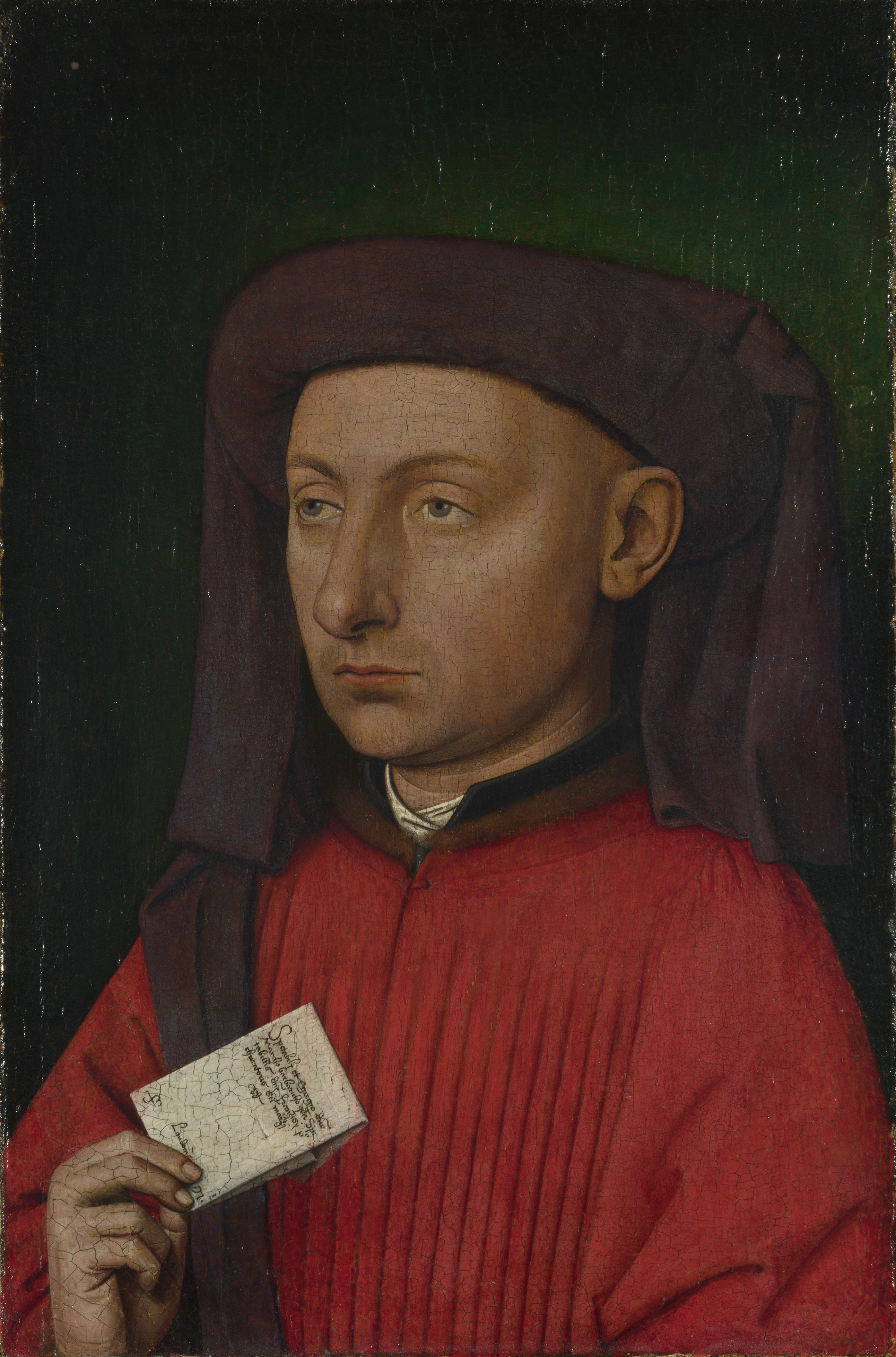
Марко Барбариго во время своего пребывания в Лондоне

Также известно, что с 1445 года он пребывал в Лондоне, а в феврале 1449 года он уже был венецианским консулом в Англии. Его способности и трудолюбие помогали ему решать сложные задачи. Впоследствии, 19 ноября 1485 года, он был избран дожем.
Во время его правления, шестого в списке самых коротких в истории Венеции, прекращается чума, вспыхнувшая в городе во время правления его предшественника, Джованни Мочениго, который из-за неё и умер. В течение тех месяцев, пока Марко оставался во главе венецианского правительства, в городе ничего особенного не произошло. 14 августа 1486 года, по преданию, Марко поссорился со своим братом Агостино возле сената (возможно, от того, что Агостино желал смерти своего брата) и умер от избытка горя в возрасте 73 лет. По другим источникам, причиной была ссора между дворянами, принадлежащими к партиям гвельфов и гибеллинов, но, учитывая даты и конец кровавых беспорядков, происходивших из-за них в Италии в Средних веках, эта гипотеза маловероятна.
Марко Барбариго был погребён в скуоле (церкви) Санта-Мария-делла-Карита, как и его брат Агостино. Однако его склеп, выполненный архитектором Мауро Кодуччи, был практически полностью разрушен войсками Наполеона.

## В популярной культуре
Марко Барбариго появляется в компьютерной игре Assassin's Creed II как антагонист и одна из целей ассасина Эцио Аудиторе в Венеции. Ассасин убивает его с помощью спрятанного пистолета во время карнавала.